# Gunungwangi (Argapura)
Gunungwangi is een bestuurslaag in het regentschap Majalengka van de provincie West-Java, Indonesië. Gunungwangi telt 1891 inwoners (volkstelling 2010).